# 柴瓦塔那兰寺

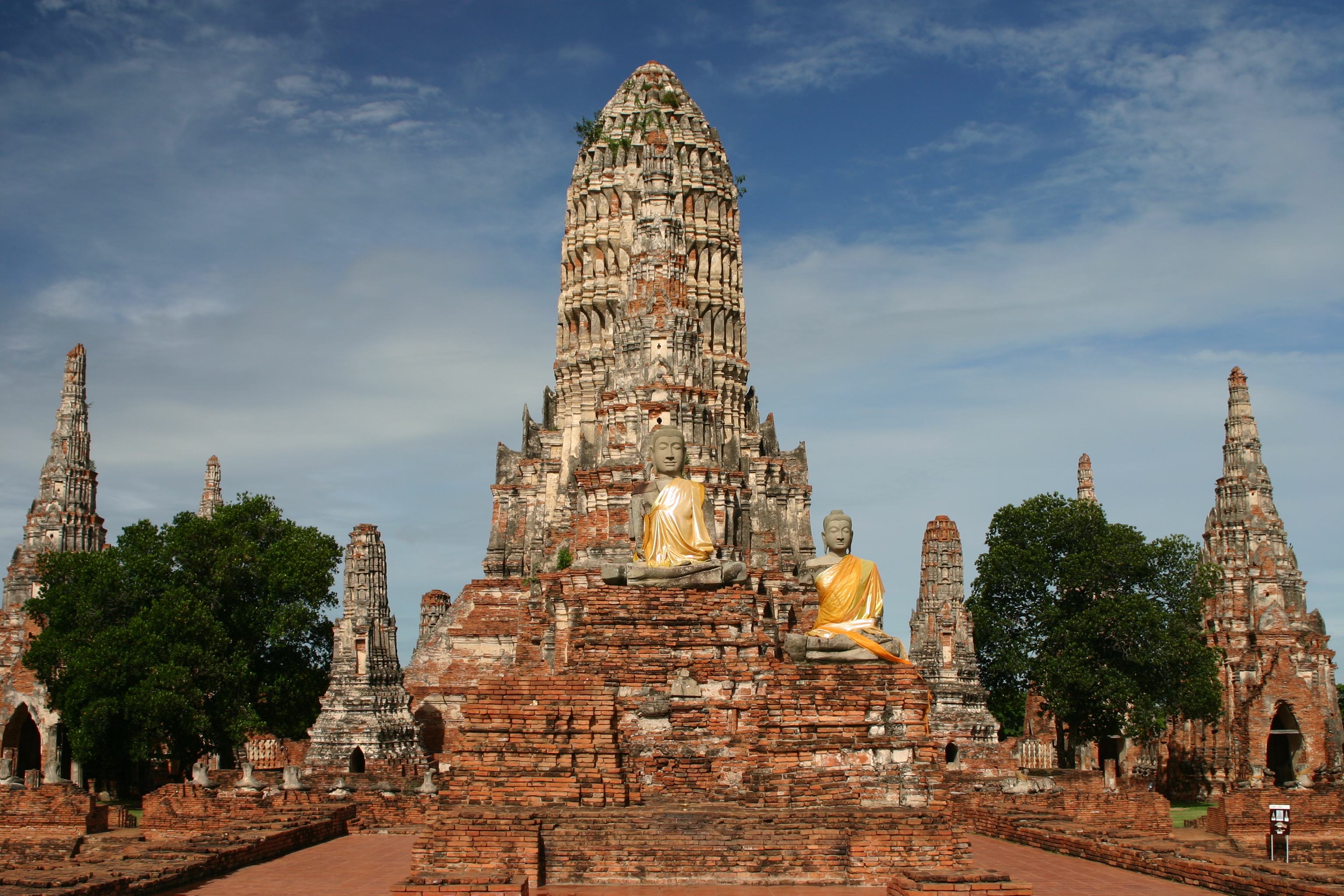
柴瓦塔那兰寺

柴瓦塔那兰寺又称贵妃寺，是位于泰国中部阿瑜陀耶历史公园的一座佛教寺庙。寺庙坐落在昭拍耶河西畔，艾尤塔雅岛外。它是公园所在的大城府最雄伟美丽的寺庙之一，也是一个旅游胜地。
1630年，大城王国的巴萨通王（Prasat Thong）为了纪念他居住在该地区的母亲而下令开始建造寺庙。设计风格为高棉风格，为当时流行的建筑风格。塔群的中央是一座高棉式的大塔，四周有4个小塔，再外围则有8个更小的塔及门。13座高塔的周围围绕着120尊坐佛，8个小塔中另端坐着12尊大佛。塔基为阿瑜陀耶晚期流行的四角十二曲式。